# 11881 Мирстейшен
11881 Мирстейшен (11881 Mirstation) — астероїд головного поясу, відкритий 20 серпня 1990 року.
Тіссеранів параметр щодо Юпітера — 3,328.